# 게임 중심 학습
G-러닝(Game based Learning, 게임중심학습)은 학습에 대한 흥미와 재미를 주면서 학업을 성취를 도모하는 교수학습체제이다. 게임 콘텐츠에 정규 교육과정 내용에 탑재하여 개발된 게임 콘텐츠를 컴퓨터라는 매체를 통해 수업에 적용, 학생 개별적으로 현실과 유사한 환경 안에서 게임을 수행함으로써 개념과 원리를 체화할 수 있는 기회를 제공한다. 이 과정에서 학생들은 교재를 활용하여 게임을 통해 체험한 개념과 원리를 인지적으로 전이시켜 학습을 완성하게 된다.

## G-러닝 사업
문화체육관광부가 교육과학 기술부, 각 시도 교육청과 함께 추진하는 공동협력사업으로, 2009년부터 2개년 단위로 공교육에 게임학습을 적용하여 효과성을 검증하는 지속 사업이다. 문화체육관광부가 발의한 주제에 대하여 각 시도 교육청에서 각급 학교로 공문을 발송, 공개 모집 형태로 선발된 연구학교를 중심으로 G-러닝이 수행되고 있으며, (사)콘텐츠경영연구소에서 G-러닝 콘텐츠의 기획 및 개발, 운영 등을 주관하며 G-러닝 수업의 원활한 운영을 지원하고 있다. 2009년~2010년까지 서울시교육청 지정 서울발산초등학교 4, 5, 6학년, 서울우신초등학교 5, 6학년, 경기도교육청 지정 경기도동두천중앙고등학교 1학년을 대상으로 정규 수업 시간에 게임학습을 운영하고 있으며, 2010년~2011년에는 서울시교육청 지정 서울논현초등학교, 서울흑석초등학교, 경기도교육청 지정 경기도서삼초등학교, 강원도교육청 지정 강원도노암초등학교, 대구시교육청 지정 대구동신초등학교로 지역 및 학교가 확장되어 G-러닝 수업을 진행하고 있다.

## G-러닝 기업
(주)비전웍스는 게이미피케이션 솔루션을 제공하고 있으며, G-러닝 수행을 위한 기능성 게임 및 교육용 툴킷을 개발하는 소셜벤처이다.

## 같이 보기
- 교육용 게임